# 奧古斯塔 (錫拉庫薩省)
奧古斯塔（義大利語：Augusta），是意大利西西里大区錫拉庫薩省的一个市镇，位於西西里島東海岸。面积为111.16平方公里，2017年人口数量为35,854人。它是意大利的主要港口之一，尤其是附近的煉油廠增加其重要性。

## 歷史
於西元前8世紀成立，是西西里島最古老的希臘殖民地之一，後被競爭對手敘拉古在大約西元前483年摧毀。
第二次布匿戰爭後一同落入羅馬人手中，至今仍是考古遺跡。

## 外部連結
- 官方网站 （意大利文）